# 152188 Морріконе
152188 Морріконе (англ. 152188 Morricone) — астероїд головного поясу, відкритий 27 серпня 2005 року.
Тіссеранів параметр щодо Юпітера — 3,368.